# Perizoma explagiata
Perizoma explagiata är en fjärilsart som beskrevs av Walker 1863. Perizoma explagiata ingår i släktet Perizoma och familjen mätare. Inga underarter finns listade i Catalogue of Life.